# Élections municipales vietnamiennes de 2021
Les élections municipales vietnamiennes de 2021 se déroulent le 23 mai 2021 afin de renouveler les membres des Conseils populaires des municipalités du Vietnam.